# Conférence de Londres (1947)
Pour les articles homonymes, voir Liste de conférences à Londres.
La conférence de Londres s'est tenue du 25 novembre à décembre 1947. Elle s'inscrit dans une série de conférences internationales afin de résoudre les problèmes entre les 4 vainqueurs de la Seconde Guerre mondiale.
Comme la Conférence de Moscou qui s'est déroulée quelques mois auparavant, elle réunit les ministres des Affaires étrangères de la France (Georges Bidault), de la Grande-Bretagne (Ernest Bevin), des États-Unis (George Marshall (général)) et de l'Union soviétique (Molotov).

## Un climat tendu
L'opposition russe à l'aide du plan Marshall et la création du Kominform enveniment les relations entre les États-Unis et l'URSS.
De plus les grèves généralisées, d'inspiration communiste, en France font pression sur le gouvernement français.
Lors de la conférence, la situation se dégrade.
Le 14 novembre, la police découvre des armes dans le camp de rapatriement soviétique de Beauregard. 
Le 25 novembre, jour d'ouverture de la conférence, 19 citoyens soviétiques accusés d'aider les grévistes sont expulsés.
Le 8 décembre en représailles, l'URSS expulse la mission de rapatriement française des prisonniers de guerre.

## Le déroulement de la conférence
Cette conférence est la copie conforme de la précédente à Moscou. Seul le ton change et Molotov se plaint constamment de « la mauvaise foi » des occidentaux.
Les 10 premiers jours se perdent dans des questions de procédure.
Sur le fond, Molotov refuse le détachement de la Sarre et la nomination d'une commission sur les frontières allemandes. 
Il insiste sur l'établissement immédiat d'un gouvernement central allemand.
Au sujet de l'Autriche, le problème des biens allemands font encore échouer la négociation malgré la baisse des prétentions soviétiques.

## Conséquences de l'échec
À la fin de la conférence, le général Marshall déclare : « nous ne pouvons à présent espérer l'unification de l'Allemagne. Nous devons faire tout notre possible dans la région où notre influence se fait sentir. »
Cette « conférence de la dernière chance » s'achève donc sur un nouvel échec des « Quatre » à régler le problème allemand. Elle sera néanmoins suivie d'un accord anglo-américain sur l'uniformisation de la « bizone allemande ».